# Shin Hye-jeong
Đây là một tên người Triều Tiên, họ là Shin.
Shin Hye-jeong (Hangul: 신혜정, Hanja: 申惠晶, Hán-Việt: Thân Huệ Tinh; sinh ngày 10 tháng 8 năm 1993) được biết đến nhiều hơn với tên gọi Hyejeong, là một ca sĩ và diễn viên người Hàn Quốc. Cô được biết đến như một thành viên của nhóm nhạc nữ Hàn Quốc AOA. Cô còn là thành viên của nhóm nhạc nữ Hàn Quốc AOA Cream.

## Cuộc sống ban đầu
Hyejeong thi đấu trong một cuộc thi siêu mẫu cho tới vòng sơ tuyển thứ 3. Ở đó, một đạo diễn FNC Entertainment đã phát hiện ra cô, và cô đã trở thành một học viên FNC vào tháng 8 năm 2010.

## Sự nghiệp

### AOA
Vào ngày 30 tháng 7 năm 2012, Hyejeong ra mắt với tư cách là thành viên của AOA trên M Countdown của Mnet với single đầu tay của họ, Angels' Story với ca khúc chủ đề "Elvis". Cho đến nay, AOA đã phát hành 3 EP và 9 đĩa đơn.
Hyejeong cũng là một phần của AOA Cream cùng với Yuna và Kim Chan-mi. AOA Cream phát hành teaser đầu tiên vào ngày 1 tháng 2 năm 2016.
Đoạn teaser video ca nhạc cho ca khúc chủ đề I'm Jelly Baby được phát hành vào ngày 4 tháng 2 năm 2016.
Bản nhạc tiêu đề và video ca nhạc của AOA Cream được phát hành vào ngày 2 tháng 12, 2016.

### Hoạt động Solo
Vào ngày 8 tháng 8 năm 2012, Hyejeong xuất hiện trong loạt phim truyền hình Phẩm chất quý ông (phim truyền hình).
Hyejeong xuất hiện trong video của nhóm F.T. Island ca khúc "I Wish" trong album Five Treasure Box được phát hành vào ngày 10 tháng 9 năm 2012.
Vào tháng 10 năm 2012, cô được đóng vai phụ trong bộ phim truyền hình Alice lạc vào khu Cheongdam-dong.
Vào ngày 19 tháng 10 năm 2012, Hyejeong, cùng với tám ngôi sao khác như Nam Ji-hyun và Jun. K, đã được xác nhận cho chương trình hẹn hò "The Romantic & Idol".
Vào ngày 6 tháng 8 năm 2013, Hyejeong được chọn cho The Blade and Petal.
Hyejeong xuất hiện trong video ca nhạc của boy band Phantom "Seoul Lonely" được phát hành vào ngày 19 tháng 5 năm 2014. Cô cũng tham gia quảng bá trong một số chương trình âm nhạc bằng cách vượt qua Gain.
Vào ngày 4 tháng 3 năm 2015, một nguồn tin tiết lộ rằng Hyejeong sẽ là một phần của show truyền hình thực tế mới của Tổng công ty Phát thanh Truyền hình Munhwa "Soulmate Returns" cùng với các diễn viên khác.
Vào ngày 10 tháng 9 năm 2015, Hyejeong đã được liệt kê trong danh sách cho SBS MTV chương trình EDM 'Mashup' sẽ được phát sóng vào ngày 21 tại 11PM KST lần đầu tiên.
Trong năm 2016, Hyejeong đã được casting trong phim đầu tiên của cô thuộc thể loại phim xã hội Mysterious Solver cùng với Choi Min-hwan của FT Island.
Vào tháng 3 năm 2017, Hyejeong tham gia Saturday Night Live Korea của TvN cho mùa 9. Tập đầu tiên sẽ được phát sóng vào ngày 25 tháng 3 năm 2017.
Vào tháng 1 năm 2018, thương hiệu Buckaroo đã công bố Hyejeong là người mẫu mới của họ cho 2018 S/S season.
Vào tháng 2 năm 2018, Hyejeong sẽ đóng vai chính trong bộ phim cuối tuần của đài SBS Good Witch với tư cách là tiếp viên hàng không Joo Yebin.

## Sự nghiệp điện ảnh

### Phim
| Năm  | Chủ đề            | Vai      | Ghi chú   |
| ---- | ----------------- | -------- | --------- |
| 2017 | Mysterious Solver | Miss Kim | vai chính |

### Loạt phim truyền hình
| Năm  | Chủ đề                               | Vai                      | Đài truyền hình | Ghi chú    |
| ---- | ------------------------------------ | ------------------------ | --------------- | ---------- |
| 2012 | Phẩm chất quý ông (phim truyền hình) | con gái của Na Jong-seok | SBS             | Cameo      |
| 2012 | Alice lạc vào khu Cheongdam-dong     | Han Se-jin               | SBS             | vai hỗ trợ |
| 2013 | The Blade and Petal                  | Dal-ki                   | KBS2            | vai hỗ trợ |
| 2018 | Good Witch                           | Joo Ye Bin               | SBS             | vai chính  |

### Chương trình thực tế
| Năm  | Chủ đề              | Vai                | Đài truyền hình | Ghi chú |
| ---- | ------------------- | ------------------ | --------------- | ------- |
| 2012 | The Romantic & Idol | khách thường xuyên | tvN             | [ 9 ]   |
| 2013 | Cheongdam-dong 111  | khách thường xuyên | tvN             | [ 21 ]  |

### Hoạt động khác
| Năm  | Chủ đề                    | Vai          | Đài truyền hình | Ghi chú  |
| ---- | ------------------------- | ------------ | --------------- | -------- |
| 2015 | Mashup                    | MC           | SBS MTV         |          |
| 2017 | Saturday Night Live Korea | Regular cast | tvN             | Season 9 |